# Rajčichinsk
Rajčichinsk (rusky Райчи́хинск) je město v Amurské oblasti v Ruské federaci. Při sčítání lidu v roce 2010 měl přes dvacet tisíc obyvatel.

## Poloha adoprava
Rajčichinsk leží na jihovýchodě Zejsko-burejské nížiny na ruském Dálném východě. Od Amuru a tím od čínsko-ruské hranice, za kterou leží území spadající do městské prefektury I-čchun v Čínské lidové republice, je vzdálen jen zhruba čtyřicet kilometrů na sever. Od Blagověščensku, správního střediska Amurské oblasti, je vzdálen přibližně 165 kilometrů východně.
V Rajčichinsku končí 39 kilometrů dlouhá železniční trať z roku 1936, která vede na východ do Bureji, kde je stanice Transsibiřské magistrály.

## Dějiny
V roce 1913 se zde začala těžit hnědé uhlí z ložiska Rajčichinskoje, které bylo známo od konce 19. století a jmenovalo se podle zdejší říčky zvané Rajčicha. První štoly byly kopány na středním toku potoka Kivda východně od dnešního města.
V roce 1932 zde byla v rámci pokračujících prací založena hornická osada Rajčicha. V letech 1938 až 1942 zde byl stejnojmenný pracovní tábor systému Gulag, jehož vězni pracovali ve zdejších dolech.
Dne 23. května 1944 bylo zdejší sídlo povýšeno na město pod jménem Rajčichinsk.
Největším podnikem ve městě je společnost JSC Amursky Coal (povrchové doly Severo-Vostočnyj a Jerkoveckij, lokalita Kontaktovy).

### Rodáci
- Sergej Petrovič Saveljev (1948–2005), závodník v běhu na lyžích